# 吉住熊野神社
吉住熊野神社（よしずみくまのじんじゃ）は、富山県高岡市戸出吉住2042番地にある神社である。

## 概要
- スギ老木を中心とした林叢は立派であり、北般若地区において一番の偉観を誇る神社である。1963年（昭和38年）11月には戸出野神社林叢と共に戸出町文化財の指定を受けた。

- 1962年（昭和37年）落雷により社殿を喪失。翌年、鉄筋コンクリート製の社殿を造営している。

- 境内には吉住各所から多く出土した五輪塔の破片が集められている。神社の創建は不詳であるが、出土品などから吉住集落の歴史は古く神社の創建も古い時代にさかのぼるものと考えられている。御神体は木像である。

- 1916年（大正5年）5月10日、熊野神社は末社諏訪社（鎮座地：字北島4356番地、祭神：建御名方命、御神体：古木）を合祀し現在に至っている。

- 祭神は伊弉諾命（いざなぎのみこと）、事解男命（ことさかのをのみこと）、速玉男命（はやたまのをのみこと）に、1916年合祀された建御名方命である。

- 字が廃止される以前の地名は、字北島2042番地である。